# Aislado genético

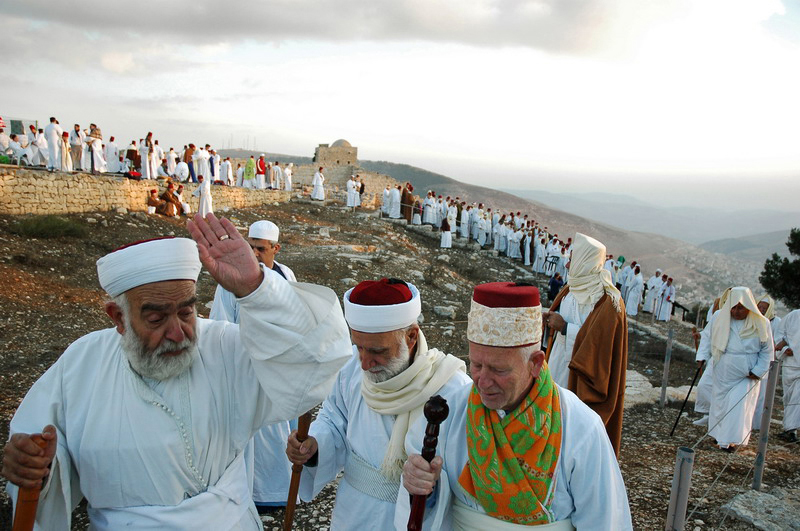
Samaritanos en el monte Gerizim, Cisjordania, durante una peregrinación a Sucot.

En genética, se denomina aislado genético a una población pequeña en la cual sus miembros se reproducen cruzándose entre ellos mismos, sin la incorporación de material genético externo que proceda de miembros de otras poblaciones próximas. El hecho de que estas poblaciones sólo se reproduzcan entre los individuos que las constituyen (lo que se conoce con el nombre de aislamiento reproductivo) puede deberse a la existencia de barreras geográficas que les aíslan de poblaciones próximas. Un ejemplo de ello serían los habitantes de una isla respecto a poblaciones del continente más cercano. Pero este aislamiento puede tener lugar dentro de una población de mayor tamaño como consecuencia de poseer diferentes religiones, lenguas, cultura etcétera, quedando estas "minorías" aisladas reproductivamente de la población general. 

## Origen de los aislados genéticos
Los aislados pueden ser la consecuencia de lo que se denomina Efecto fundador o también de cuellos de botella poblacionales. 
1. Efecto fundador
Implica migración de unos pocos individuos hacia una región inicialmente despoblada. Desde el punto de vista genético, puede suceder que los individuos que inicialmente migran a dicha región (fundadores) sean portadores de alelos raros (poco frecuentes en la población de origen o parental), de manera que la nueva población una vez completamente poblada la región, presentará mayores frecuencias alélicas de esos alelos menos frecuentes, que la población parental. Si además de trata de alelos que pueden considerarse como patológicos (herencia autosómica recesiva), podrá aparecer una determinada patología con mayor frecuencia o incidencia que en la población de origen.
2. Cuello de botella 
Se diferencia del anterior en que contempla la situación de una supuesta catástrofe (guerra, hambruna, etcétera) de manera que un grupo reducido de individuos sobrevive a una catástrofe y a partir de estos se vuelve a repoblar toda la región, las frecuencias alélicas de ésta serán un fiel reflejo de las frecuencias alélicas del pequeño grupo que sobrevivieron. Pudiendo observarse el mismo efecto a nivel genético que se ha comentado en el apartado anterior.
Un ejemplo de efecto fundador lo encontramos en la identificación del defecto genético que causa la Enfermedad de Huntington.
La identidad del cambio genético responsable fue detectado y descrito en individuos que habitaban en la región del Lago Maracaibo en Venezuela, la cual se cree es la que posee la frecuencia más elevada de la Enfermedad de Huntington (AD: autosómico dominante).

## Características que definen a los aislados genéticos
I. Genéticamente distinta a la original.
Por azar los individuos que migran, o que quedan tras la catástrofe, pueden no presentar una estructura genética (frecuencias de determinados alelos) representativa de la población original.
II. Reducido flujo génico.
El flujo génico es la difusión lenta de genes de una población a otra y contribuye a aumentar o mantener la variación genética de las poblaciones. Como se comenta en la definición, en los aislados genéticos existe muy bajo o nulo intercambio de material genético procedente de otras poblaciones. Este hecho, tiene como resultado una disminución de la variación genética en las mismas, es decir son muy homogéneas genéticamente, si las comparamos con poblaciones de mayor tamaño poblacional
III. Pérdida de variabilidad: Deriva génica
Debido a la disminución de flujo génico y por efecto de la deriva genética algunos alelos pueden llegar a fijarse o extinguirse en un determinado locus, reduciéndose así la variabilidad genética. 
IV. Homogénea: Endogamia
Como consecuencia del reducido flujo génico, del aislamiento geográfico y/o cultural y de la deriva en estas poblaciones, como se ha comentado anteriormente, los individuos se reproducirán principalmente con miembros de la misma población dando lugar a un proceso de endogamia. El resultado de ello es que si, como se ha señalado con anterioridad, por azar en esta población hay un elevado número de individuos que son portadores de un determinado cambio genético que puede predisponer a padecer una determinada enfermedad, aumentarán las frecuencias alélicas de dicho cambio. Esto es especialmente importante si se trata de enfermedades con herencia recesiva, es decir que sólo se manifiestan si el individuo posee las dos copias "anómalas" del alelo (paterna y materna). Estos alelos "anómalos", en poblaciones con mayor número de individuos quedan ocultos en los portadores heterocigotos (una copia "normal" y otra copia "anómala") que no padecen la enfermedad.
V. Incremento de frecuencia de alelos raros
Teniendo en cuenta todo lo que acabamos de ver, en los aislados genéticos con frecuencia suelen aparecer o aumentar la frecuencia de alelos poco frecuentes.

## Ejemplo de aislamiento genético
Un ejemplo de aislamiento genético lo encontramos en la isla de Cerdeña. 
Su población se originó a partir de la migración de individuos desde el continente europeo principalmente. Un estudio reciente en el que se secuenció el genoma completo de 2120 habitantes de la isla, muestra como existe una clara diferenciación de la constitución genética entre la población sarda y otras poblaciones europeas. Además, también pudieron comprobar que mostraban aproximadamente un 25% de alelos raros o poco frecuente respecto de las poblaciones consultadas en las bases de datos, lo que los autores denominan enriquecimiento de alelos raros. Entre los resultados muestran como la sustitución de una glutamina por un codón de parada, en la posición 40 (Gln40*) de la proteína beta-globina (codificada por el gen HBB) produce beta-talasemia, enfermedad con herencia recesiva, y no sólo eso, sino que esta mutación es prácticamente exclusiva de la población sarda (no fue hallada en ninguna de las bases de datos consultadas).
Otros aislados poblacionales frecuentemente estudiados en genética médica nos encontramos los judíos ashkenazi, los amish, los beduinos, la población finlandesa, huteritas, etcétera.